# Floris van Schooten

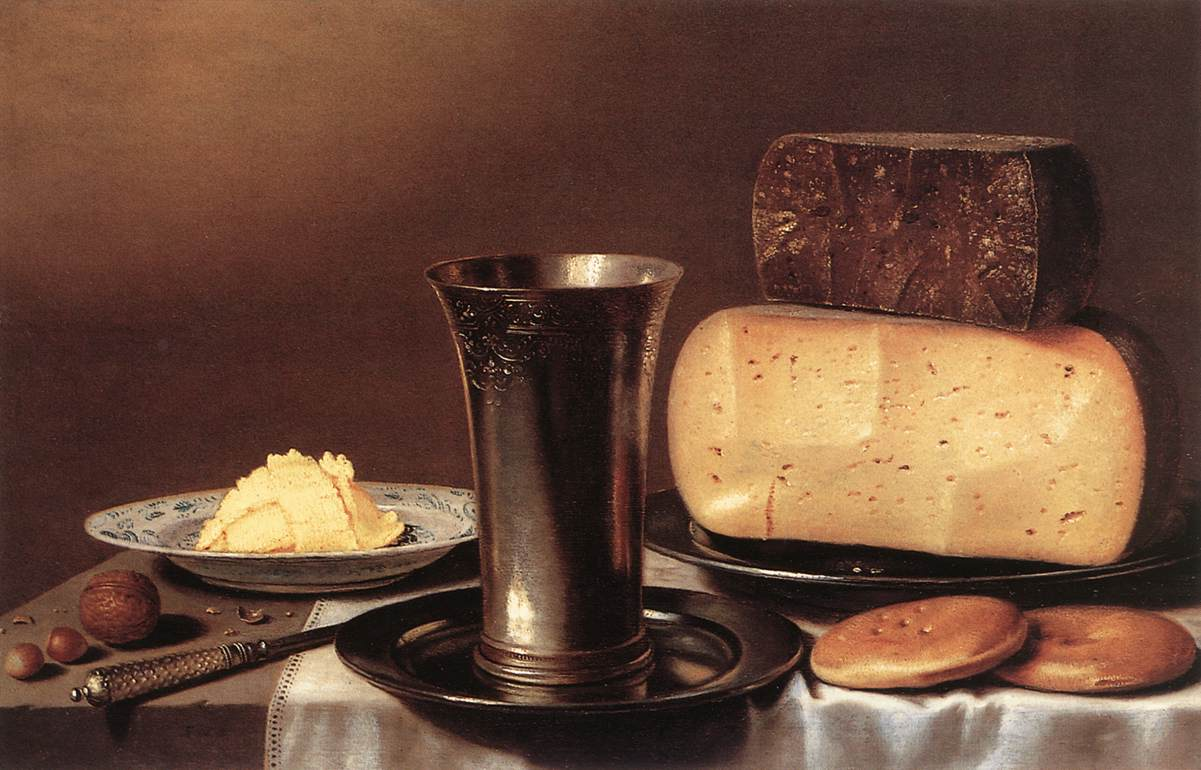
Stilleven met glas, kaas, boter en koek, privécollectie

Floris van Schooten (Haarlem, ca. 1585 - aldaar, 1656) was een Nederlands kunstschilder uit de periode van de Gouden Eeuw. Hij vervaardigde voornamelijk stillevens, vaak zogenaamde 'ontbijtjes', met een kennelijke voorkeur voor kaas, later ook voor vruchten, en genrestukken (keukenscènes, markttaferelen).
Van Schooten was een zoon van de uit Amsterdam afkomstige welgestelde Gerrit Jacobsz. van Schooten, die zich in 1612 in Haarlem vestigde, mogelijk omdat het klimaat daar toleranter was voor mensen met een katholieke levensovertuiging. In 1612 trad Floris daar in het huwelijk met Rycklant Bol van Zanen, een dochter van een rijke plaatselijke brouwer in Haarlem (zij overleed in 1626). Zij kregen zeker drie dochters en een zoon, Johannes, die ook het schildersvak ging uitoefenen.
Floris was lid van het Haarlemse Sint-Lucasgilde, waar hij in 1639 deken van werd. Zijn werk werd beïnvloed door de stijl van zijn stadsgenoten Pieter Claesz., Pieter Aertsen, Floris van Dyck, Roelof Koets en Willem Claesz. Heda.
Floris van Schooten werd op 14 november 1656 begraven in de Grote of Sint-Bavokerk.